# Пичкарёв, Фёдор Дмитриевич
Фёдор Дмитриевич Пичкарёв (1909, село Корсунь — неизвестно) — бригадир проходчиков строительного управления № 8 треста «Сталиншахтострой» Министерства строительства предприятий угольной промышленности Украинской ССР, Сталинская область. Герой Социалистического Труда (1957).

## Биография
Родился в 1909 году в крестьянской семье в селе Корсунь (сегодня — посёлок). После получения среднего образования трудился горняком до призыва в Красную Армию на срочную службу, после которой продолжил трудиться на шахтах Донбасса. После начала Великой Отечественной войны эвакуировался в Татарскую АССР. В сентябре 1943 года призван в Красную Арию по мобилизации. Участвовал в Великой Отечественной войне. После демобилизации возвратился на Донбасс, где трудился бригадиром проходчиков строительного управления № 8 треста «Сталиншахтострой».
Бригада под его руководством ежегодно показывала высокие трудовые результаты. В 1956 году при строительстве шахты № 3 «Холодная балка» горняки за пять месяцев прошли 550 метров штрека вместо запланированных десяти месяцев. Каждый из членом бригады за смену выполнял полторы нормы. Указом Президиума Верховного Совета СССР от 26 апреля 1957 года удостоен звания Героя Социалистического Труда за «выдающиеся успехи в деле строительства предприятий угольной промышленности» с вручением ордена Ленина и золотой медали «Серп и Молот» (№ 7724).
Этим же указом званием Героя Социалистического Труда были награждены управляющий трестом «Сталиншахтострой» Дмитрий Степанович Прокопьев, бригадиры треста Константин Тимофеевич Засько, Александр Александрович Иванов, Дмитрий Сергеевич Луговой, Парфирий Матвеевич Межерич и Григорий Ильич Павлюченко.
С 1968 года — персональный пенсионер союзного значения. Дата смерти не установлена (после марта 1985 года, когда получил Орден Отечественной войны 1 степени).
Награды
- Герой Социалистического Труда
- Орден Ленина
- Орден Трудового Красного Знамени (04.09.1948)
- Орден Отечественной войны 1 степени (11.03.1985)
- Медаль «За трудовое отличие» (04.07.1942)
- Медаль «За оборону Москвы» (01.05.1944)